# Palmitópolis
Palmitópolis é um distrito do município brasileiro de Nova Aurora, no interior do estado do Paraná. Segundo o censo demográfico de 2022, realizado pelo Instituto Brasileiro de Geografia e Estatística (IBGE), sua população era de 1 138 habitantes e havia 405 domicílios particulares permanentes ocupados. Foi criado pela lei estadual nº 5.481 de 20 de janeiro de 1967.
De acordo com o IBGE, em 2010 a população era de 1 130 habitantes e havia 549 domicílios particulares.

## Clima
De acordo com o Instituto Água e Terra, com dados coletados de 1975 a 2019, o maior acumulado de chuva registrado em 24 horas no distrito foi de 167,2 mm no dia 18 de setembro de 1983. Outros grandes acumulados foram de 138,4 mm nos dias 27 de fevereiro de 1992 e 14 de abril de 1987, 138 mm em 15 de outubro de 2009 e 127,7 mm em 12 de dezembro de 2009.